# Collard (Musiker)
Collard (* 1994 oder 1995; bürgerlich Josh Collard) ist ein britischer Sänger und Rapper.

## Werdegang
Josh Collard kam 1994 oder 1995 zur Welt und wuchs streng mormonisch kurz hinter der südlichen Stadtgrenze Londons auf. Von seiner Mutter bekam er Musik im Stil des Labels Motown und Gospel vorgestellt, von seinem Vater Musiker wie Frank Sinatra, Ray Charles und Eric Benét.
Als Musiker öffentlich in Erscheinung trat er bereits in seinen Teenagerjahren. So war er 2013 zum Zeitpunkt der Veröffentlichung ihres Debüt-Mixtapes Mitglied der Gruppe Last Night In Paris. Mit ihr spielte er unter anderem im Alter von 19 Jahren auf dem Glastonbury Festival.
Solo debütierte er 2017 mit der Single Sofa. Sie handelt von dem Zusammensitzen mit einem geliebten Menschen, nachdem dieser eine Überdosis genommen hat. Im selben Jahr tauchte er als Gast auf der gepriesenen EP In Gods Body des Rapper Kojey Radical auf, mit dem er 2019 außerdem für seine eigene Single Ground Control zusammenarbeitete. Die 2018 veröffentlichte Single Ode präsentierte er unter anderem auf dem YouTube-Kanal Colors. Sie weist Ähnlichkeiten zur Musik von Prince auf.
Im Jahr 2019 veröffentlichte Collard sein Debütalbum Unholy über Virgin EMI. Die britische Tageszeitung The Guardian widmete ihm anlässlich der Veröffentlichung ein Kurzporträt. Darin beschreibt die Zeitung seine Musik als so beruhigend und meditativ, dass sie kraftvoll die inneren Dämonen verhöre. Vice lobt sein trauriges und sinnliches Falsett, das abseits traditioneller Strukturen durch das Kanalisieren tiefer Emotionen und Verletzlichkeit unweigerlich mitreiße. Er selber beschreibt seine Musik als Studie seines religiösen Bewusstseins. Zu Collards Vorbildern gehören D’Angelo, Janis Joplin, Otis Redding, Prince und die Rolling Stones.

## Diskografie
- 2019: Unholy (Virgin EMI)